# Ліпсько (гміна)
Гміна Ліпсько (пол. Gmina Lipsko) — місько-сільська гміна у центральній Польщі. Належить до Ліпського повіту Мазовецького воєводства.
Станом на 31 грудня 2011 у гміні проживало 11669 осіб.

## Площа
Згідно з даними за 2007 рік площа гміни становила 135.21 км², у тому числі:
- орні землі: 78.00%
- ліси: 15.00%

Таким чином, площа гміни становить 18.09% площі повіту.

## Населення
Станом на 31 грудня 2011:
| Опис     | Загалом | Загалом | Чоловіки | Чоловіки | Жінки | Жінки |
| -------- | ------- | ------- | -------- | -------- | ----- | ----- |
| одиниця  | осіб    | %       | осіб     | %        | осіб  | %     |
| все      | 11669   | 100     | 5765     | 49.40    | 5904  | 50.60 |
| міське   | 5950    | 100     | 2894     | 48.64    | 3056  | 51.36 |
| сільське | 5719    | 100     | 2871     | 50.20    | 2848  | 49.80 |

## Сусідні гміни
Гміна Ліпсько межує з такими гмінами: Сенно, Солець-над-Віслою, Тарлув, Хотча, Цепелюв.